# ترومان هانكس
ترومان هانكس (ولد في 26 ديسمبر 1995) هو ممثل ومصور سينمائي أمريكي. ابن الممثلين توم هانكس وريتا ويلسون ، قام بدور أوتو الصغير في رجل اسمه أوتو ، ومدينة الكويكب ، و We're Already There . 

## حياته المبكرة
ترومان هانكس هو الطفل الرابع لتوم هانكس ، والطفل الثاني لهانكس والممثلة ريتا ويلسون . 
التحق ترومان بمدرسة ثاتشر من عام 2010 إلى عام 2014. انضم لاحقًا إلى جامعة ستانفورد ، وتخصص في الرياضيات. 

## اعماله

### التمثيل
لعب هانكس نسخة شابة من توم هانكس في فيلم مارك فورستر لعام 2022، رجل اسمه أوتو ، استنادًا إلى رواية [رجل يدعى أوف لعام 2012. تم إنتاج الفيلم بواسطة ريتا ويلسون .  
اقترح فورستر هانكس للدور، قائلًا: "من المزيف دائمًا أن يأتي شخص آخر ليلعب دورك، لأنه لا يبدو جيدًا أبدًا. ربما يستطيع ترومان أن يفعل هذا؟"  وعن اختيار ابنه للعب نسخة أصغر منه، قال توم: "هذا ما نشأ عليه جميع أطفالنا. لدينا أربعة أطفال - كلهم مبدعون للغاية، وهم جميعًا منخرطون في نوع ما من سرد القصص". 
في يناير 2025، أُعلن أنه سيشارك في بطولة الدراما الكوميدية We're Already There إلى جانب مجموعة من الممثلين بما في ذلك ميكايلا ويتمان ومارك ريبيليت . 

### أعمال أخرى
عمل كمصور إضافي في فيلم Black Widow من إنتاج مارفل عام 2021)، بالإضافة إلى عمله كمساعد مخرج تصوير في فيلم قصة الحي الغربي عام 2021 ، ومحمل أفلام في فيلم مدينة الكويكب. كما تدرب في شركة جاي جاي أبرامز ، باد روبوت برودكشن . 